# Ministerio Federal de Familia, Tercera Edad, Mujeres y Juventud

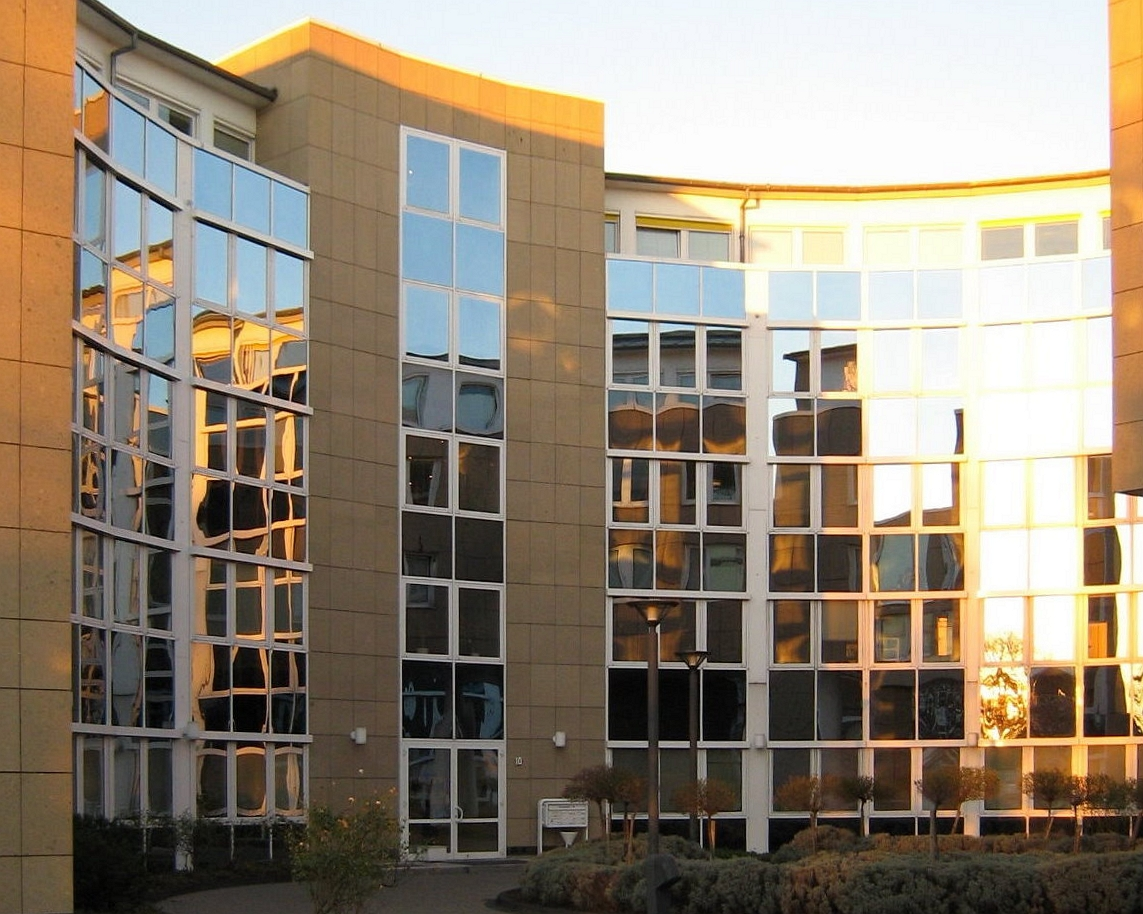
Fachada de la sede del Ministerio Federal de Familia, Tercera Edad, Mujeres y Juventud en Bonn.

El Ministerio Federal de Familia, Tercera Edad, Mujeres y Juventud (en alemán Bundesministerium für Familie, Senioren, Frauen und Jugend) es un ministerio de Alemania. Aparte de la sede principal en Berlín tiene una secundaria en la ciudad renana de Bonn. La actual ministra es la democristiana Karin Prien.

## Lista de ministros

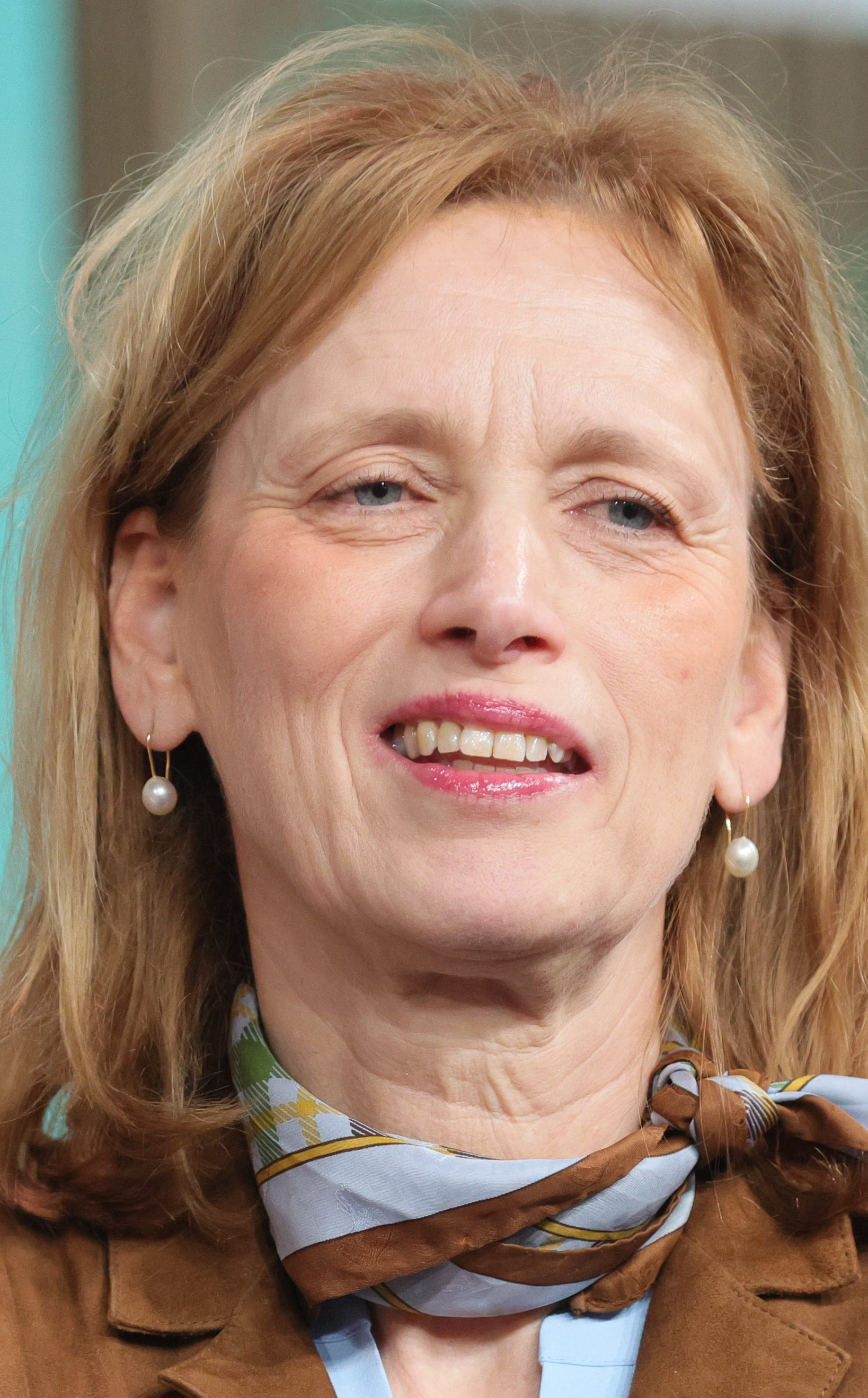
Karin Prien, actual ministra.

### Ministros de Juventud, Familia y Salud (1969 - 1986)
- 1969 - 1972: Käte Strobel (SPD)
- 1972 - 1976: Katharina Focke (SPD)
- 1976 - 1982: Antje Huber (SPD)
- 1982 - 1982: Anke Fuchs (SPD)
- 1982 - 1985: Heiner Geißler (CDU)
- 1985 - 1986: Rita Süssmuth (CDU)

### Ministras de Juventud, Familia, Mujer y Salud (1986 – 1991)
- 1986 - 1988: Rita Süssmuth (CDU)
- 1988 - 1991: Ursula Lehr (CDU)

### Ministras de Mujer y Juventud (1991 - 1994)
- 1991 - 1994: Angela Merkel (CDU)

### Ministras de Familia y Tercera Edad (1991 - 1994)
- 1991 - 1994: Hannelore Rönsch (CDU)

### Ministras de Familia, Tercera Edad, Mujeres y Juventud (1994 - 2025)
- 1994 - 1998: Claudia Nolte (CDU)
- 1998 - 2002: Christine Bergmann (SPD)
- 2002 - 2005: Renate Schmidt (SPD)
- 2005 - 2009: Ursula von der Leyen (CDU)
- 2009 - 2013: Kristina Schröder (CDU)[1]
- 2013-2017:      Manuela Schwesig (SPD)
- 2017-2018:      Katarina Barley (SPD)
- 2018-2021: Franziska Giffey (SPD)
- 2021: Christine Lambrecht (SPD, interina)
- 2021-2022: Anne Spiegel (Verdes)
- 2022-2025: Lisa Paus (Verdes)

### Ministras de Educación, Familia, Tercera Edad, Mujeres y Juventud (desde 2025)
- Desde 2025: Karin Prien (CDU)